# Ivan Dimitrijevič Ivanov (general)
Ivan Dimitrijevič Ivanov (rusko Иван Дмитриевич Иванов), ruski general, * 1764, † 1828.
Bil je eden izmed pomembnejših generalov, ki so se borili med Napoleonovo invazijo na Rusijo.
Njegov portret je bil eden izmed 13, ki niso bili nikoli izdelani za Vojaško galerijo Zimskega dvorca.

## Življenje
1. januarja 1779 je vstopil v Novgorodski pehotni polk in 26. septembra 1786 je bil s činom zastavnika premeščen v Tulski pehotni polk. Naslednje leto je bil premeščen v Sanktpeterburški grenadirski polk. Sodeloval je v bojih proti Turkom, zakar je bil povišan v poročnika. Leta 1794 je sodeloval v zavzetju Varšave in zatrtju poljskega upora; za zasluge je bil povišan v stotnika. 
Premeščen je bil v 9. (pozneje preštevilčen v 8.) lovski polk; leta 1805 je kot bataljonski poveljnik sodeloval v bitki pri Austerlitzu. 23. aprila 1806 je bil povišan v polkovnika in 10. januarja naslednjega leta je postal poveljnik 8. lovskega polka ter 12. avgusta 1807 pa poveljnik 10. lovskega polka.
Leta 1811 je sodeloval v bojih proti Turkom in naslednje leto v bojih proti Francozom. 16. julija 1813 je bil povišan v generalmajorja (rektroaktivno do 16. novembra 1812). Avgusta 1813 je postal poveljnik 3. brigade 9. pehotne divizije, s katero se je udeležil bitk za Dresden in za Hamburg. Do leta 1818 je nato ostal v Franciji.
18. aprila 1823 je postal poveljnik 16. pehotne divizije; 6. januarja 1826 je bil povišan v generalporočnika. 1. januarja naslednjega leta je postal poveljnik 19. pehotne divizije.
Leta 1828 je sodeloval v bojih proti Turkom, med katerimi je bil hudo ranjen ter posledično umrl.